# Хваран: Молоді поети воїни
Хваран: Молоді поети-воїни або «Квітучі лицарі» (кор. 화랑) — південнокорейський історичний телесеріал про хваранів. Серіал транслювався по понеділках та вівторках на каналі KBS2 з 19 грудня 2016 по 21 лютого 2017 року.

## Сюжет
VI ст. н.е. історії ранньосередньовічної Кореї — часи життя і правління вана Чинхина Великого (526—576 рр.), що обійняв престол у віці 15 років і став одним з найвеличніших правителів королівства Сілла. В епоху його правління були значно розширені кордони царства та створені засади для подальшого об‘єднання  трьох корейських королівств. Телевізійний серіал розповідає про юнаків-воїнів королівства Сілла, яких називали хваранами (буквально «квітучі лицарі»), оскільки вони були відомі своєю красою.

## Акторський склад

### Головні ролі
- Пак Со Джун у ролі Мумьона / Кім Сону. Воїн-хваран, після смерті найкращого друга живе під його ім‘ям (Кім Сону), планує помститися за його вбивство.
- Ко А Ра у ролі Аро. Донька лікаря Анджи і служниці. Вміла оповідачка. Втягнута у любовний трикутник з Му Мьоном і Сем Мекчоном.
- Пак Хьон Сік у ролі Сем Мекчона / Кім Чідві. Молодий король, що приховує хто він, поки править його матір. Стає хвараном і закохується в Аро.

### Другорядні ролі

#### Хварани
- Сон Дон Іль у ролі Кім Віхва — наставника хваранів, що ставиться до них по-батьківськи. Таємний радник Чідві.
- Чхве Мінхо у ролі Кім Сухо — сина вельможі Кім Сиба, прихильника королеви. Відомий як бабій, хоча насправді він романтичний юнак, який дуже любить одну жінку.
- До Чі Хан у ролі Пак Банрьо — холоднокровного і амбіційного хварана. Прийомний син вельможі Пак Йон Сіля, противника королеви. Надає перевагу використанню розуму, а не сили. Улюбленець жінок, хоч ними не дуже цікавиться.
- Чо Юн У у ролі Кім Йоуля — мати якого — сестра померлого короля, батько — невідомий. Не проявляє інтересу до влади, хоч вона йому й дана. Загадковий і непостійний, як вітер. Вельможі й усі навколо в захваті від нього.
- Кім Техьон у ролі Хансона — милого юнака, теплого, як сонячне світло. «Цікавиться багатьма речами і часто посміхається. Повністю занурюється в себе, варто йому тільки захопитися чимось». Демонструє чарівність і біль юності.

#### Королівська родина
- Кім Чі Су у ролі Чісу — королеви-регента при малолітньому сині Сем Мекчоні. За сценарієм серіалу вона відновлює Хваран.[2]
- Со Є Чі у ролі Сукмьон — принцеси, що за наказом королеви приєдналася до хваранів.

#### Інші
- Лі Да Ін у ролі Кім Суйон — молодшої сестри Сухо та подруги Аро, яка закохалася у Банрьо. Життєрадісна і відважна дівчина, завжди демонструє оптимізм і сильний характер.
- Чхве Вон Йон у ролі Кім Анджи — відомого лікаря та батька Аро.
- Кім Вон Хе у ролі Ву Рика — музиканта та винахідника, майстра гри на Каяґимі. Стає вчителем танців та музики в хваранів.

## Рейтинги
- Найнижчі рейтинги позначені синім кольором, а найвищі — червоним кольором.

| Серія            | Дата прем'єри    | Рейтинг              | Рейтинг          | Рейтинг              | Рейтинг          |
| Серія            | Дата прем'єри    | TNmS Ratings         | TNmS Ratings     | AGB Nielsen          | AGB Nielsen      |
| Серія            | Дата прем'єри    | Загальнонаціональний | Столичний регіон | Загальнонаціональний | Столичний регіон |
| ---------------- | ---------------- | -------------------- | ---------------- | -------------------- | ---------------- |
| 1                | 19 грудня 2016   | 7.9 %                | 8.5 %            | 6.9 %                | 6.8 %            |
| 2                | 20 грудня 2016   | 6.9 %                | 6.5 %            | 7.2 %                | 6.7 %            |
| 3                | 26 грудня 2016   | 11.1 %               | 11 %             | 13.1 %               | 13.8 %           |
| 4                | 27 грудня 2016   | 7.4 %                | 7.8 %            | 7.5 %                | 7.2 %            |
| 5                | 2 січня 2017     | 7.4 %                | 7.6 %            | 7.6 %                | 7.4 %            |
| 6                | 3 січня 2017     | 7.6 %                | 8 %              | 8 %                  | 7.2 %            |
| 7                | 9 січня 2017     | 7.2 %                | 7.5 %            | 6.9 %                | 7.2 %            |
| 8                | 10 січня 2017    | 7.2 %                | 8.0 %            | 7.6 %                | 7.7 %            |
| 9                | 16 січня 2017    | 6.2 %                | 6.8 %            | 6.7 %                | 7.2 %            |
| 10               | 17 січня 2017    | 7.1 %                | 7.5 %            | 8.3 %                | 8.2 %            |
| 11               | 23 січня 2017    | 9.3 %                | 9.8 %            | 11 %                 | 11.1 %           |
| 12               | 24 січня 2017    | 8.7 %                | 8.9 %            | 10.5 %               | 10.2 %           |
| 13               | 30 січня 2017    | 6.9 %                | 7.9 %            | 9.7 %                | 9.1 %            |
| 14               | 31 січня 2017    | 7 %                  | 7.6 %            | 9.1 %                | 8.8 %            |
| 15               | 6 лютого 2017    | 6.8 %                | 6.9 %            | 8.6 %                | 8.2 %            |
| 16               | 7 лютого 2017    | 6.4 %                | 5.8 %            | 7.9 %                | 7.4 %            |
| 17               | 13 лютого 2017   | 6.2 %                | 6.7 %            | 8.2 %                | 8.6 %            |
| 18               | 14 лютого 2017   | 6.4 %                | 6.5 %            | 7.7 %                | 7.6 %            |
| 19               | 20 лютого 2017   | 6.0 %                | 6.8 %            | 7.6 %                | 7.4 %            |
| 20               | 21 лютого 2017   | 6.2 %                | 5.9 %            | 7.9 %                | 8 %              |
| Середній рейтинг | Середній рейтинг | 7.36 %               | 7.74 %           | 8.4 %                | 8.29 %           |
| Спеціальні серії | 16 грудня 2016   | 2.6 %                | —                | 2 %                  | —                |
| Спеціальні серії | 26 грудня 2016   | 4.2 %                | —                | 4.6 %                | —                |
| Спеціальні серії | 30 січня 2017    | 2.2 %                | —                | 2.5 %                | —                |
| Спеціальні серії | 30 січня 2017    | 3 %                  | —                | 3.2 %                | —                |

## Нагороди
| Рік  | Нагорода              | Категорія                                                        | Одержувач    | Результат |
| ---- | --------------------- | ---------------------------------------------------------------- | ------------ | --------- |
| 2017 | 31-а Премія KBS драма | Нагорода за високу майстерність (актор)                          | Пак Со Джун  | Номінація |
| 2017 | 31-а Премія KBS драма | Нагорода за високу майстерність (актор середньотривалої драми)   | Пак Со Джун  | Номінація |
| 2017 | 31-а Премія KBS драма | Нагорода за високу майстерність (акторки середньотривалої драми) | Ко А Ра      | Номінація |
| 2017 | 31-а Премія KBS драма | Кращий актор другого плану                                       | Чхве Вон Йон | Перемога  |
| 2017 | 31-а Премія KBS драма | Кращий актор другого плану                                       | Кім Вон Хе   | Номінація |
| 2017 | 31-а Премія KBS драма | Netizen Award                                                    | Пак Со Джун  | Перемога  |
| 2017 | 31-а Премія KBS драма | Netizen Award                                                    | Пак Хьон Сік | Номінація |